# Szentendrei-sziget
A Szentendrei-sziget egy dunai sziget a szűk értelemben vett Dunakanyar és Budapest között a Vác–Pesti-Duna-völgyben, amit keletről a folyam váci főága, nyugatról pedig a Szentendrei-Duna fog közre. Az Árpád korban a Rosd nemzetség birtoka, Rosd-szigetnek is nevezték. A szigetet határoló mindkét folyóágban néhány kisebb sziget is található, ezek többnyire beépítetlenek, a Lupa-sziget üdülőterületnek minősül. Érdekessége, hogy névadó városa, Szentendre nem rajta található.

## Geológiája
A Visegrádi-szorost elhagyva lényegesen lelassul a Duna sodrása. A sziget felszínét a Duna hordaléka, a víz és a szél formálta. Hosszúsága 31 kilométer, átlagos szélessége 3,5 (Tahitótfalu és a váci rév között) és 2,3 kilométer között változik; területe mintegy 56 négyzetkilométer. Felszínének tengerszint feletti magassága 100-124 méter között váltakozik. A szigeten szántóföldek, gyümölcsösök, szőlősök formájában zajlik a mezőgazdaság. Értékes földtani sajátossága, hogy a kavicsréteget alul agyag, felül homok zárja le, s így fontos és kiváló vízszűrő, illetve tisztító szerepet tölt be, ivóvíz bázist biztosítva a fővárosnak és környékének, valamint a sziget településeinek. Parti szűrési kútjai átlagosan napi 600 000 köbméter kiváló minőségű ivóvizet szolgáltatnak.

## Növényvilága
A folyam kisebb szigeteit és a partmenti hullámtéri területeit jellemzően galériaerdő borítja. A Szentendrei-szigeten található a gazdag élővilágú Pánkúti-legelő, 25 védett növényfajjal (közöttük két szigorúan védett faj: a gyapjas gyűszűvirág (Digitalis lanata), és a homokpuszta gyepeken előforduló csikófark).

## Állatvilága
A szigeten több mint 200 madárfaj előfordulását igazolták, közülük legalább 104, például a rétisas, héja, karvaly, darázsölyv, holló, kabasólyom, vörös vércse, fekete gólya, gyurgyalag, búbos banka, jégmadár, partifecske, parlagi pityer, füleskuvik, kuvik, macskabagoly, erdei fülesbagoly és lappantyú rendszeresen vagy időszakosan költ is a szigeten. A nagy bukó költése az utóbbi években bizonyosodott be a sziget északi részén, azóta több helyen is valószínűsíthető költése. Rendszeresen megfigyelhetőek a szigeten a Visegrádi-hegységből átjáró vándorsólymok, valamint a Visegrádi-hegységből és a Börzsönyből átjáró kígyászölyvek vadászó példányai, sőt ritkán a kerecsensólyom és pusztai ölyv, békászó sas, vörös kánya kóborló példányai is megjelennek a szigeten; utóbbi kettő a vonulása során éjszakázott is a sziget területén. 
Az északi szigetcsúcsnál már figyeltek meg ékfarkú halfarkast is. Egy alkalommal fakó keselyű is átrepült a sziget légterében. Vonuláskor szalakóta, hamvas rétihéja is előfordul. A barna kánya és a halászsas rendszeres őszi-tavaszi átvonuló. Télen gyakori vendég a kékes rétihéja, szórványosan megfigyelhető a gatyás ölyv, és ritkábban, de előfordul a kis sólyom is. A sziget északi részéről (Tordák) van téli adata a réti fülesbagolynak és a hósármánynak is, továbbá a jegesréce, a fekete réce, valamint az izlandi kerceréce is előfordult már a Duna közeli szakaszán. 
A madarak egyik kedvelt élőhelye a legnagyobb belső vizes felület, a Merzsán-tó volt, egészen addig, amíg le nem csapolták. Az emlősök közül említést érdemel a kiemelkedő dámvadállomány és a bizonyítottan előforduló aranysakál. Manapság a Szentendrei-sziget legértékesebb madárélőhelyei az ártéri ligeterdők és a homokos talajú, árvalányhajas buckák, legelők.

## Települések
Északról délre:
- Kisoroszi
- Tahitótfalu

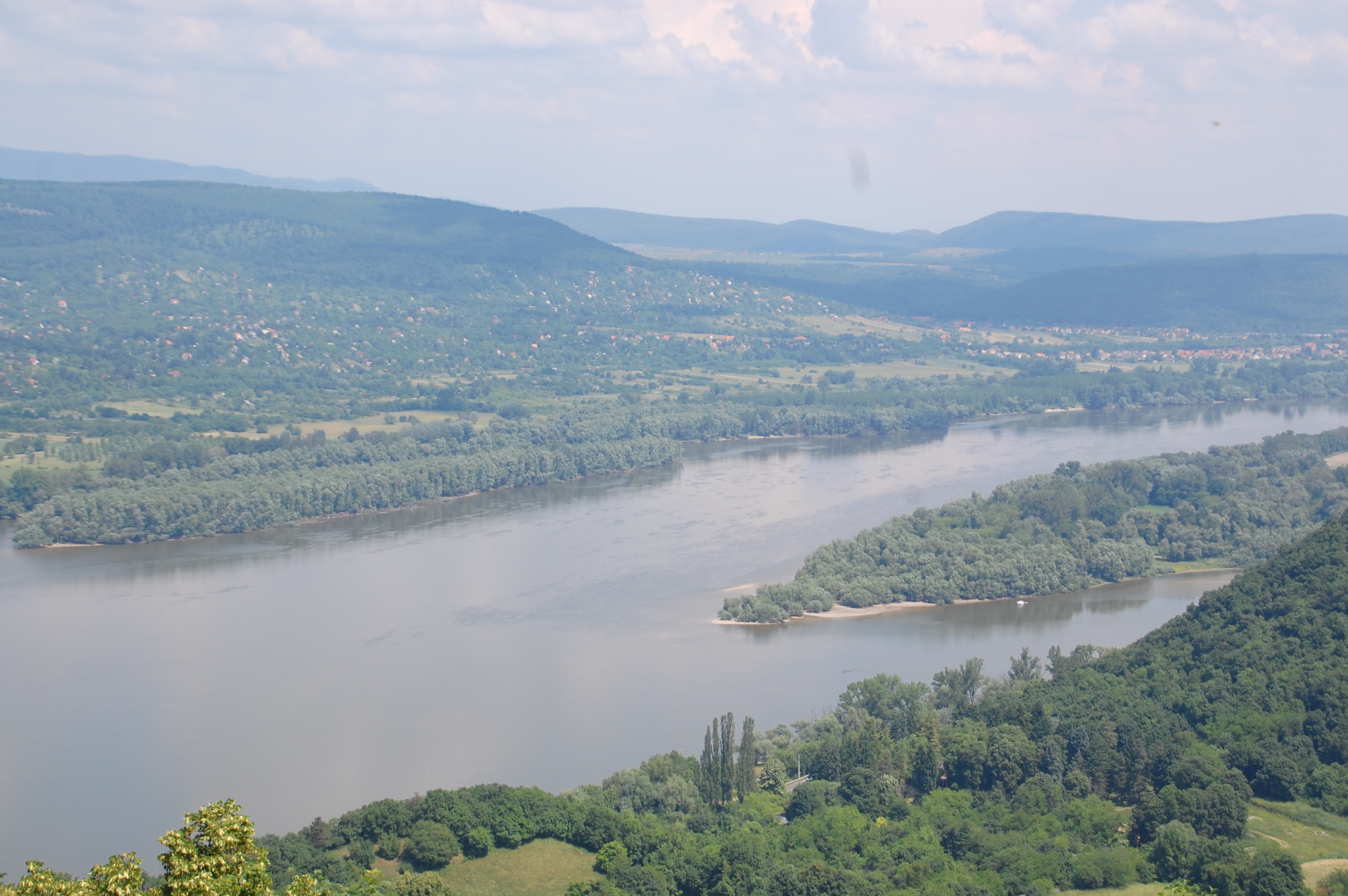
Szigetcsúcs (a sziget északi csücske, jobbra)

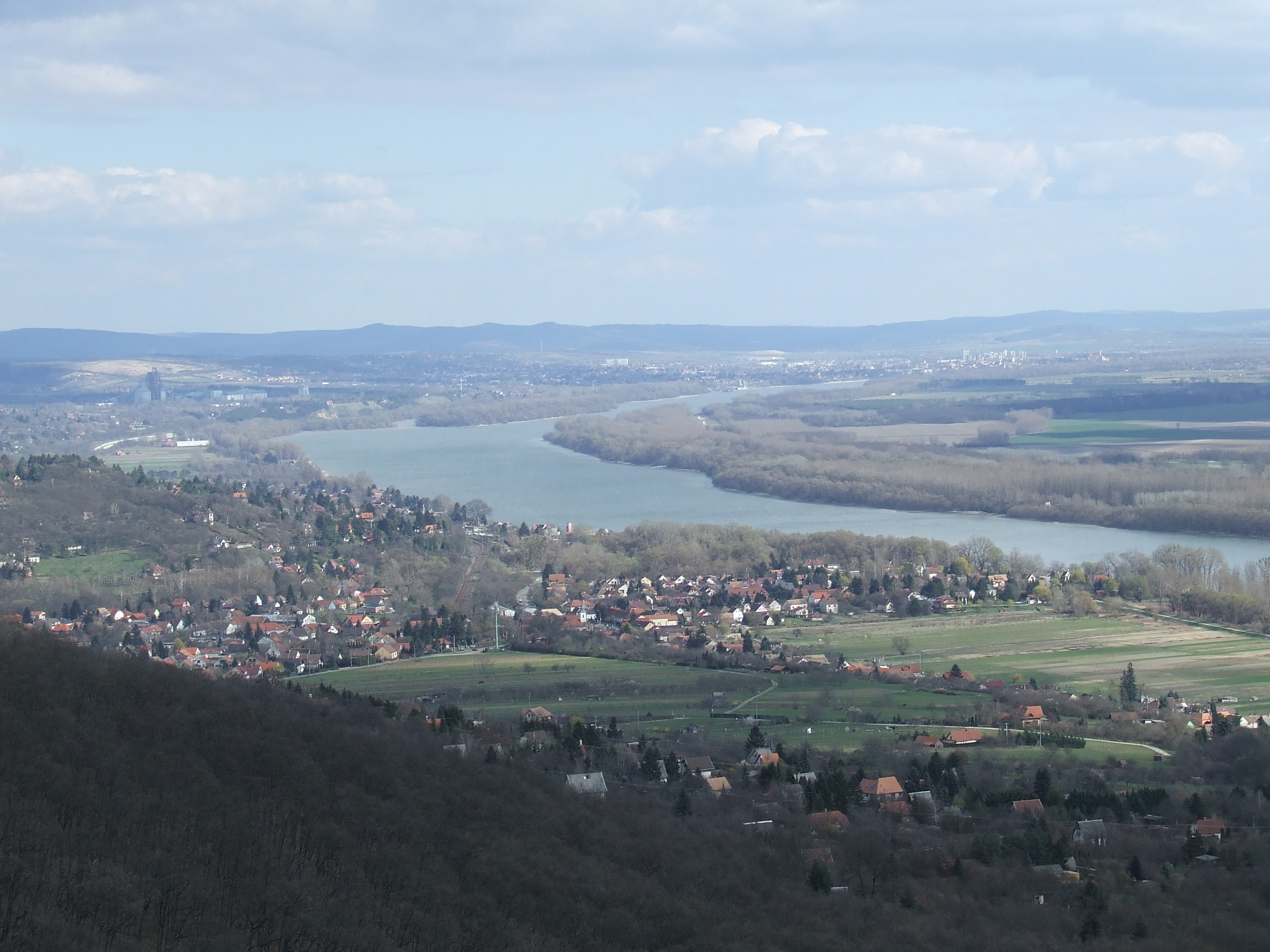
A sziget Kismaros felől (jobbra)

- Pócsmegyer (része Surány üdülőterület)
- Szigetmonostor (része Horány üdülőfalu)

## Vízrajza
A sík, alacsonyan fekvő területet a gyakori árvizektől kiterjedt gátrendszer védi.
A szigeten három darab mesterségesen kialakult tó található:
- Pócsmegyer területén: Pázsit-tó és egy horgásztó
- Kisoroszi területén: Cseres-tó

## Közlekedés
A Szentendrei-szigeten hosszában és keresztben is mindössze egy-egy négy számjegyű út húzódik: délről északra az 1113-as út halad végig az itteni települések történelmileg kialakult központjain, keresztirányban pedig az 1114-es út húzódik a 11-es főút tahi szakaszától a Tildy hídon és Tótfalu városrészen át a váci révig. A sziget területén még további mintegy fél tucatnyi útszakasz minősül öt számjegyű országos közútnak, ezek jellemzően hajó- vagy révállomásokat szolgálnak ki, valamint Tahitótfalu egyik belső útja, a 11 611-es út, amely az 1113-as egyirányúsítása miatt lett országos közút.
A szigetet több helyen menetrend szerint ingázó kompjáratok kötik össze a szárazfölddel:
Nyugati oldal (váci főág):
- Kisoroszi – Szentgyörgypuszta (Visegrád része Dunabogdány határában)
- Pócsmegyer – Leányfalu
- Szigetmonostor – Szentendre
- Szigetmonostortól délre – Szentendre (ún. „Pásztorrév”)

Keleti oldal (szentendrei Dunaág):
- Tahitótfalu – Vác
- Surány (Pócsmegyer üdülőterülete) – Felsőgöd
- Horány (Szigetmonostor üdülőterülete) – Alsógöd
- Horány – Dunakeszi

Az egyetlen híd, amelyen az év bármely szakában be lehet jutni a sziget területére, a Tildy híd Tahitótfaluban ível át a Szentendrei-Duna felett.
2006-ban kezdődött az M0-s körgyűrű északi szektorának építése. 2008-ban adták át a sziget déli végét átszelő Megyeri híddal együtt. A híd a szigeten csupán áthalad: a főváros ivóvízkészletének igen nagy hányadát biztosító itteni csápos kutak és egyáltalán a szigetcsúcs szinte érintetlen környezetének védelme érdekében Szigetmonostor számára nem épült lehajtó.